# Ranunculus salasii
Ranunculus salasii är en ranunkelväxtart som beskrevs av Paul Carpenter Standley. Ranunculus salasii ingår i släktet ranunkler, och familjen ranunkelväxter. Inga underarter finns listade i Catalogue of Life.